# Mircea Cupșa
Mircea Cupșa (n. 4 iulie 1946) este un senator român în legislatura 1990-1992 ales în județul Bistrița-Năsăud pe listele partidului FSN. În cadrul activității sale parlamentare, Mircea Cupșa a fost membru în grupul parlamentar de prietenie cu Australia. În luna iulie 2016, Președintele Klaus Iohannis a semnat un decret cu privire la conferirea titlului de Luptător pentru victoria Revoluției române din decembrie 1989 - Luptător cu rol determinant pentru 548 de persoane, inclusiv fostul senator Mircea Cupșa.